# Palmitynian 2-etyloheksylu
Palmitynian 2-etyloheksylu – organiczny związek chemiczny, ester kwasu palmitynowego i alkoholu 2-etyloheksylowego. Głównie stosowany jest w przemyśle kosmetycznym.